# Hauwa Ibrahim
Hauwa Ibrahim (née en 1968) originaire d'Hinnah dans l’État de Gombe, est une avocate nigériane, qui défend les droits humains. Elle a reçu en 2005 le Prix Sakharov. Elle fut récompensée notamment pour son travail bénévole pour la défense de personnes condamnées sur le fondement de la charia, la loi islamique en vigueur dans des provinces du Nord du Nigéria.

## Biographie
Née en 1968, fille de mollah, elle obtient de ses parents, qui veulent la retirer de l’école à 12 ans, de pouvoir poursuivre des études. Elle termine sa scolarité secondaire puis prolonge à l’université, avec des études de droit,.
Elle exerce pendant 10 ans la fonction de procureure avant d'ouvrir un cabinet d'avocat. Elle est la première femme musulmane avocate dans le nord du Nigeria, dans un contexte où l'intégrisme islamique se répand : la charia est ainsi appliquée dans 12 des 36 États qui composent le Nigeria. Elle décide alors d'intervenir  bénévolement pour la défense de personnes condamnées sur le fondement de cette charia : des femmes condamnées à la flagellation ou des hommes condamnés à l'amputation pour vol, ou des couples. Elle a défendu des femmes accusées d'adultère qui risquaient la condamnation à mort par lapidation, comme  Safiya Hussaini ou Hafsatu Abubakar en 2002. Mais aussi, notamment, en 2003, Amina Lawal condamnée à mort pour avoir donné naissance à un enfant hors mariage en 2002, par lapidation, une condamnation annulée en 2003 par une cour d'appel islamique, grâce à ses efforts et à une mobilisation internationale,.
En novembre 2005, le Conseil de Paris l'a faite citoyenne d'honneur de la Ville de Paris. Cette même année 2005, elle reçoit le Prix Sakharov,.
À l'automne 2006, elle devient professeur invitée dans plusieurs facultés, comme  la faculté de droit de l'Université de Saint-Louis (Missouri), et à l'Université Yale. Elle devient ensuite enseignante et chercheuse à l'Université Harvard,.
Dans ses recherches, Ibrahim a adopté une approche interdisciplinaire pour approfondir les fondements théoriques de la charia et examiner comment ils ont influencé la pratique juridique, qui a, à son tour, affecté les droits humains des femmes en Afrique de l'Ouest. Ses recherches ont abouti à l'ouvrage Practicing Shariah Law : Seven Strategies for Achieving Justice in Shariah Courts, publié en janvier 2013.